# Marcia Neugebauer

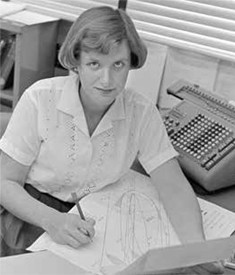
Marcia Neugebauer 1962

Marcia Neugebauer (* 27. September 1932 in New York City) ist eine bekannte US-amerikanische Geophysikerin, die bedeutende Beiträge zur Weltraumphysik geleistet hat.

## Leben
Neugebauer wurde in New York City geboren und lebte dort, bis ihre Familie 1946 nach Vermont umzog. Sie erhielt 1954 einen B.A. in Physik von der Cornell University, gefolgt von einem M.S. in Physik von der University of Illinois in Urbana im Jahr 1956. Sie forschte am Jet Propulsion Laboratory und lebte mit ihrem Mann, dem Astronomen Gerry Neugebauer in Tucson, Arizona. Marcia Neugebauers Forschungen gehörten zu den ersten, die direkte Messungen des Sonnenwinds lieferten und Licht auf seine Physik und die Wechselwirkung mit Kometen brachten.

## Ehrungen
Sie wurde 1998 von der University of New Hampshire mit der Ehrendoktorwürde in Physik ausgezeichnet. Sie erhielt zudem 2010 den George Ellery Hale Prize und die Arctowski Medal sowie zahlreiche Auszeichnungen der NASA, u. a. die NASA Distinguished Service Medal.
Der Asteroid (3484) Neugebauer wurde 1989 nach ihrem Mann Gerry Neugebauer, ihr und ihrem Schwiegervater Otto Neugebauer benannt.